# Rue Charles-Renouvier
La rue Charles-Renouvier est une voie du 20e arrondissement de Paris, en France.

## Situation et accès
La rue Charles-Renouvier est une voie publique située dans le 20e arrondissement de Paris. Elle débute au 10-14, rue des Rondeaux et se termine au 21-27, rue Stendhal. 

## Origine du nom

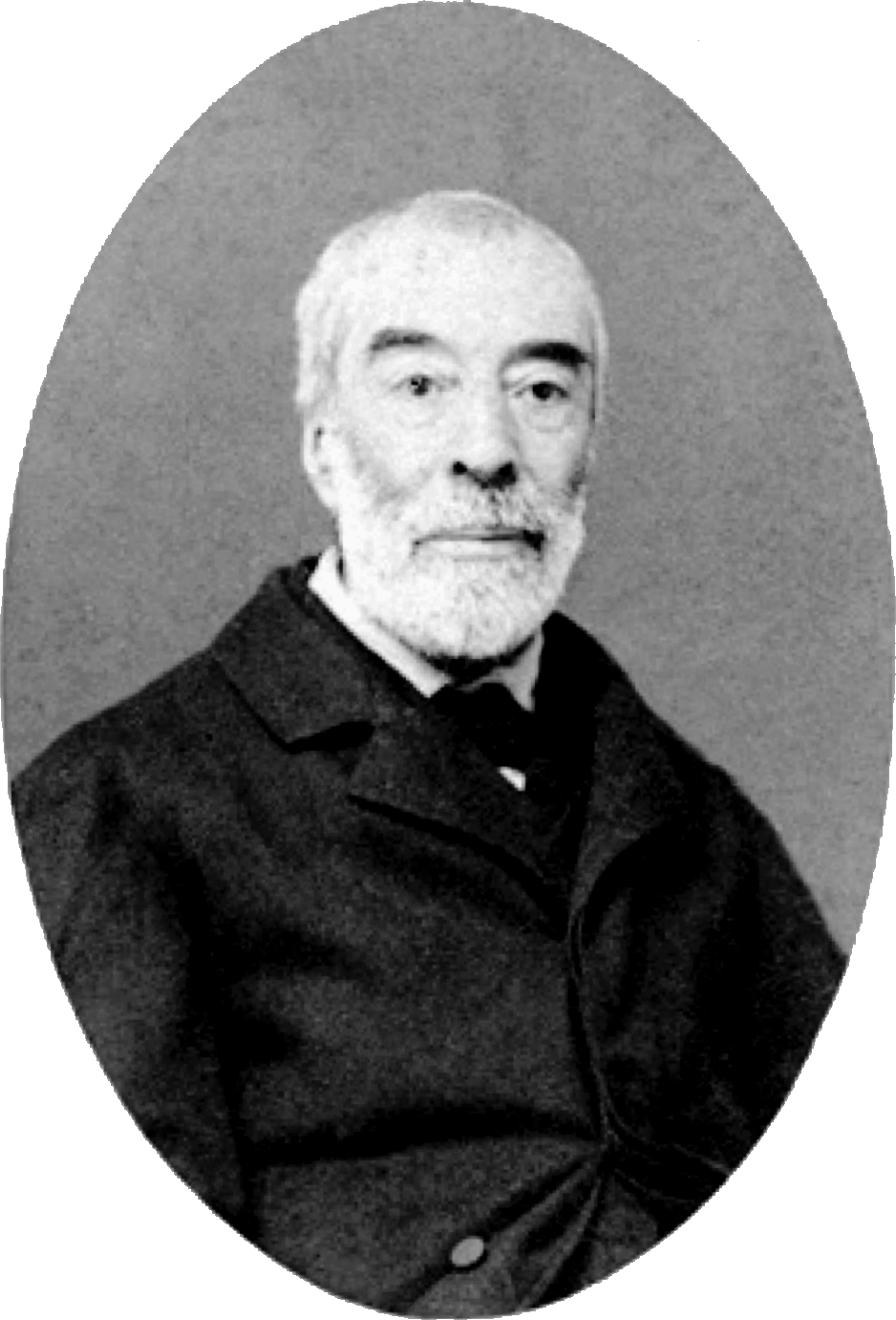
Charles Renouvier.

Elle honore le philosophe français Charles Renouvier (1815-1903).

## Historique
La section entre les rues Ramus et Stendhal est ouverte par un décret du 18 novembre 1905 et prend sa dénomination actuelle par un arrêté du 24 juin 1907.
Elle est prolongée, par la Ville de Paris, entre les rues des Rondeaux et Ramus en 1908.